# آبشار سادنی
آبشار سادنی (به انگلیسی: Sadni Falls) آبشاری است که در جارکند، هند واقع شده و ارتفاع کلی ریزشگاه آن ۶۰ متر (۲۰۰ فوت) است.